# Зубов, Илья Иванович
Илья Иванович Зубов (3 августа 1923, с. Орлово, Тарский район, Омская область — 3 июня 2020, Омск) — полный кавалер ордена Славы, народный депутат СССР, участник Великой Отечественной войны 1941—1945 гг.

## Биография
Родился в селе Орлово Тарского района, в 1939—1941 — курсант Омского речного училища, переведённого в 1941-м в г. Тобольск.
Призван Тобольским РВК в 1941 г. в Новосибирское училище связи.    
В 1941—1942 — рядовой 212-го лыжного батальона.
С ноября 1942 года — в дивизионной разведроте
В начале мая 1944 года был ранен осколками гранаты, после излечения — в разведвзводе 70-го стрелкового полка 24-й стрелковой дивизии, затем — старшина 28-й отдельной разведроты 24-й стрелковой дивизии.
В 1947 году демобилизован, с 1951 года — член КПСС, в 1947—1964 — зав. Тарским райфинотделом.
В 1956 году окончил Омский филиал Всесоюзного заочного финансово-экономического институт (ВЗФЭИ).
- 1964—1974 — зам. председателя, председатель райисполкома в Крутинском р-не Омской области
- 1974—1984 — зам. заведующего Омским областным финансовым отделом.
- 1989—1991 — народный депутат СССР.

Участник Парадов Победы на Красной площади в 1985 и 2000 годах.

## Великая Отечественная война
В годы Великой Отечественной войны участвовал в боевых действиях в составе Ленинградского, Сталинградского, 4-го Украинского, 1-го Прибалтийского, 3-го Белорусского фронтов.
- Командир отделения 28-й отдельной гвардейской разведывательной роты (24-я гвардии стрелковая дивизия, 2-я гвардейская армия, 4-й Украинский фронт) гвардии старший сержант Зубов 4.5.1944 г. на северных подступах к г. Севастополь, командуя группой бойцов, подорвал дот, в котором находилось 15 вражеских солдат. Был ранен, но из боя не вышел, уничтожил ещё 3 солдат противника.
- Гвардии старшина Зубов (тот же боевой состав, 1-й Прибалтийский фронт) 21.8.1944 г. близ населённого пункта Клуссы (Литва) увлек своё отделение в атаку, ворвался в расположение противника, уничтожив 2 пулемета и свыше 10 гитлеровцев.
- Помощник командира взвода тех же роты и дивизии (39-я армия, 3-й Белорусский фронт) Зубов 4.02.1945 г. в бою юго-восточнее населенного пункта Фишхаузен (ныне Приморск Калининградская обл.) подавил пулемётную точку, мешавшую продвижению нашей пехоты.

## Награды
- орден Славы I степени[2] (19 апреля 1945)
- орден Славы II степени[2] (5 сентября 1944)
- орден Славы III степени[2] (25 мая 1944)
- два ордена Отечественной войны I степени (1943, 1985)
- орден «Знак Почёта»[2] (1957)
- медаль «За оборону Сталинграда» (1942)
- медаль «За отвагу» (1943)
- медаль «За взятие Кёнигсберга» (1945)
- медаль «За победу над Германией в Великой Отечественной войне 1941—1945 гг.» (1945)
- две медали «За трудовую доблесть»[2] (1953, 1967)
- юбилейные медали.

## Память
В 2015 году в рамках проекта телеканала РЕН ТВ «Солдаты Победы» студией компьютерной живописи, графики и дизайна «ПанковА» была создана и показана запись мини-фильма, рассказывающая о военном пути Зубова. Также по заказу комитета ветеранов Омской области портрет Зубова был создан омским художником В. М. Илясовым. Портрет в конце 2016 года передан на хранение в Омский Государственный историко-краеведческий музей и выставлен в Воскресенском соборе города Омска.
Личный архив И. И. Зубова представлен в Омском государственном историко-краеведческом музее.